# 天空シリーズ
天空シリーズ（てんくうシリーズ）は、『ドラゴンクエストシリーズ』の中で第4作目と世界観を共有する作品の呼称。「天空三部作」とも呼ばれている。

## 概略
- ドラゴンクエストIV 導かれし者たち - 「天空三部作」第1作。
- ドラゴンクエストV 天空の花嫁 - 『ドラゴンクエストIV 導かれし者たち』から数百年後の世界を描いた作品。
- ドラゴンクエストVI 幻の大地 - 「天空三部作」最古の時代。天空城の始まりの物語。

前作までと変わってロトシリーズの世界観ではなくなったため、序曲のイントロやタイトル画面のBGMが新しいものに変更された。

## 天空シリーズ通史
「レイドック王国」の王子は、魔王「ムドー」を討伐しようと、仲間たちと共にその居城に乗り込んだ。しかし、彼らは戦わずして敗北してしまうのであった。
目が覚めるとそこは「ライフコッドの村」。先程のことは夢だったのか。自分は妹の「ターニア」と一緒に暮らす村の少年である。それから間もなく、少年はレイドックの城の兵士に志願する（『ドラゴンクエストVI 幻の大地』）。
それから数百年の時が流れた。ひとりの天空人の娘が地上に降りた。娘は木こりの男と恋に落ち、ひとりの子供を授かった。しかし、天空人と人間は夫婦になれぬのが定めであった。木こりの若者は裁きの雷に打たれて死に、娘は悲しみに打ちひしがれたまま天空城へ連れ戻された。二人の間に産まれた子供は地上に残され、とある山奥の村の人々の手によって立派な「勇者」になるように育てられていた。かつて地の底に封印された地獄の帝王「エスターク」が復活し、それを倒すことができるのは天空の血を引く勇者のみ、と予言されていたからである。
やがて勇者は、7人の仲間たちと出会う。王宮戦士、姫とその付き人たち、武器商人、踊り子の姉妹…。本来ならお互いに接点がないはずの彼らであったが、運命に導かれて勇者のもとに集まったのだ。そして力を合わせてエスタークを倒し、魔族の王「デスピサロ」を正気に戻し、真の元凶「エビルプリースト」を倒すのであった（『ドラゴンクエストIV 導かれし者たち』）。
それからさらに数百年後のこと。天空の勇者の子孫を探して旅を続ける親子二人の姿があった。父親の名はパパス。その目的は達成されないでいたが、彼は息子である主人公と、数年ぶりに自宅のある「サンタローズの村」に帰ってきたのであった。そして主人公はしばらくの間、幼馴染の少女「ビアンカ」と一緒に廃城のお化け退治をしたり、妖精の世界を救ったりして過ごした。その後、パパスは「ラインハット王国」の王子「ヘンリー」の教育係として招かれる。主人公もパパスに同行するが、城内でヘンリー誘拐事件が起き、パパスは主人公を庇って命を落としてしまう。パパスの死後、主人公とヘンリーは共に連れ去られ、謎の宗教団体「光の教団」のもとで長く苦しい奴隷生活を強いられることとなった。
奴隷生活から逃れた後、主人公を待っていたのは「サラボナの町」の大富豪「ルドマン」の可憐なる令嬢「フローラ」とその姉である「デボラ」であった。フローラの花婿になった男には、伝説の「天空の盾」が与えられるという。フローラの花婿になるためには、火と水の2つのリングが必要だという。そのリング集めの途中に立ち寄った「山奥の村」では、美しく成長した幼馴染のビアンカとの再会を果たす。そして主人公は悩みぬいた末に、心に決めた女性と結婚する。花嫁を連れて旅を続けていくうちに、主人公が「グランバニア王国」の王族だと判明する。そしてその後、花嫁の産んだ男の子が、天空の血を引く新たな勇者なのであった（『ドラゴンクエストV 天空の花嫁』）。

## 各作品の繋がり
- 天空城は世界を統治する竜の神「マスタードラゴン｣の城である。中央の棟の東側には図書室が、西側には花畑と泉があるといった城内の構造は、3作品を通してほぼ変わりない[1]。
- 『IV』にてマスタードラゴンが初登場し、『V』では「プサン」という人間の姿で登場する。また、『V』の主人公の花嫁は『IV』の勇者の子孫である。
- 『IV』において、デスピサロから発せられた邪悪な波動に当たり、天空城の土台となっている雲に小さな穴が開いてしまった。それから数百年が経った『V』の時代でも、この穴の存在を確認することができる。
- 『IV』にて「天空への塔」が登場するが『V』では荒廃した「天空への塔」が登場する。
- 『V』において砂漠の王国テルパドールに「天空の兜」が保管されているが、同王国の女王アイシスによれば「かつて勇者のお供をした者が建国した」とあり『IV』とのつながりを示唆する。

## リメイク作品
ドラゴンクエストIV 導かれし者たち （PlayStation、2001年11月22日）
『IV』初期リメイク作品。
ドラゴンクエストV 天空の花嫁 （PlayStation 2、2004年3月25日）
『V』最初のリメイク作品。3Dグラフィックを使用。
ドラゴンクエストIV 導かれし者たち （ニンテンドーDS、2007年11月22日）
本編では初となる二度目のリメイク作品。基本的にPlayStation版を継承。
ドラゴンクエストV 天空の花嫁 （ニンテンドーDS、2008年7月17日）
『V』の二度目のリメイク作品。
ドラゴンクエストVI 幻の大地 （ニンテンドーDS、2010年1月28日）
『VI』最初のリメイク作品。
また、『IV』、『V』、『VI』のニンテンドーDS版はスマートフォンでもリリースされた。

## 関連作品
ドラゴンクエストヒーローズシリーズ
『ドラゴンクエストヒーローズ 闇竜と世界樹の城』と『ドラゴンクエストヒーローズII 双子の王と予言の終わり』にて、それぞれ天空シリーズのキャラクターが参戦。『ドラゴンクエストヒーローズ 闇竜と世界樹の城』では該当作（『闇竜と世界樹の城』）の出来事を、『IV』のキャラクターなどから『V』の時代に物語として伝承されている。